# Carl Wilhelm Frölich
Carl Wilhelm Frölich (1759-1828) fue un escritor utopista ilustrado alemán. Es conocido por ser el autor de El hombre y sus relaciones, una obra publicada en 1792 y que se considera precursora del socialismo en Alemania.

## Biografía

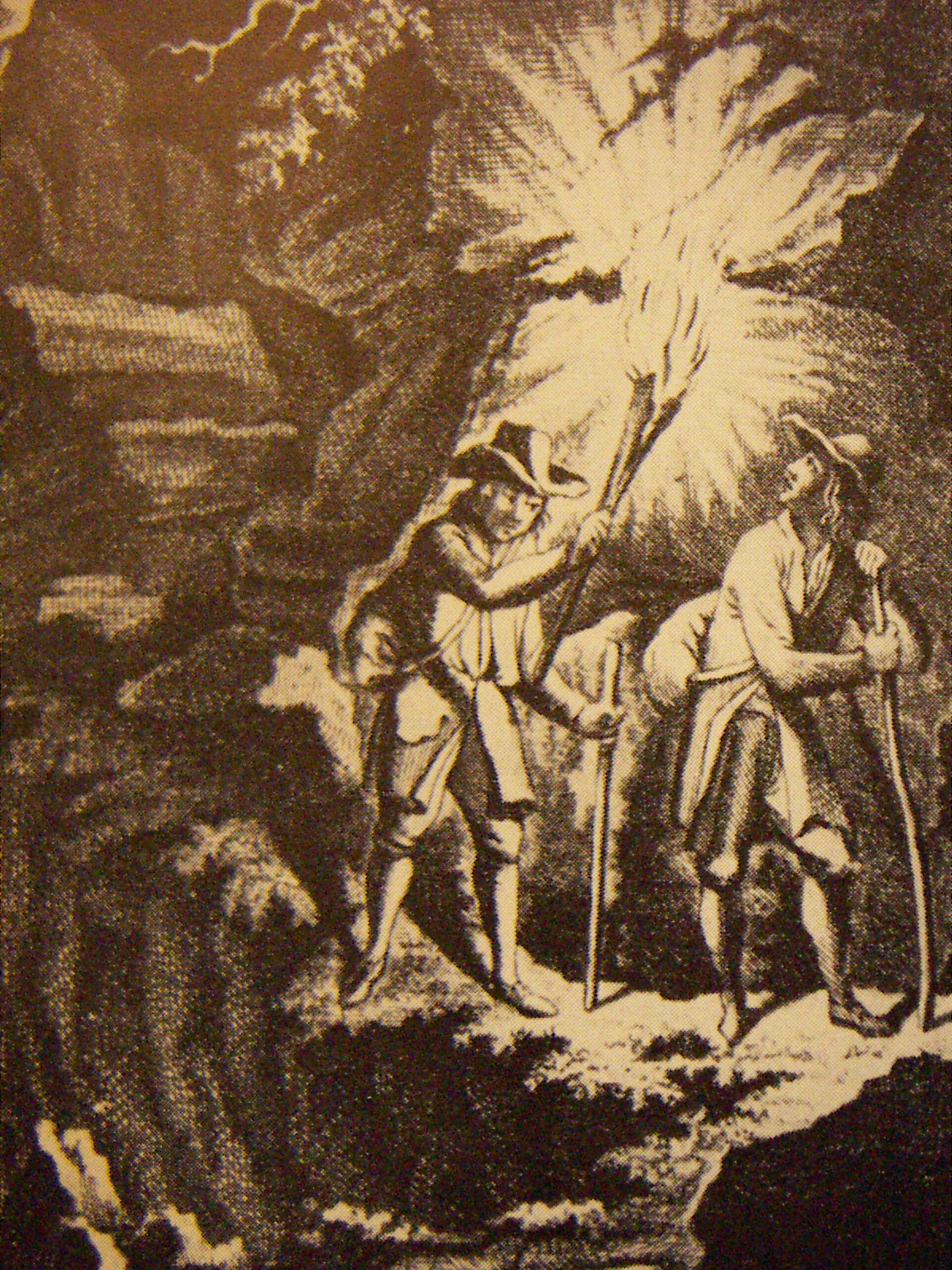
Frontispicio de Über den Menschen und seine Verhältnisse (El hombre y sus relaciones).

Nació en el seno de una familia acomodada de Brandenburgo y estudió derecho en Halle. Entró en el cuerpo de Correos de Prusia ocupando una plaza en Berlín. Aunque no pertenecía al mundo de las letras, mantuvo estrechas relaciones con los círculos ilustrados de la capital. Estaba interesado en la filosofía y en la pedagogía, y se opuso a la política cultural desarrollada por el ministro de Federico Guillermo II de Prusia Johann Christoph von Woellner.
En 1792 publicó la utopía El hombre y sus relaciones, que parte de la idea de que la razón debe adaptarse a las circunstancias concretas en que debe desenvolverse y que éstas están determinadas por la evolución económica y social, lo que le conduce a apoyar el relativismo moral. Así pues, se ocupa de describir detalladamente las condiciones de vida y trabajo, centrándose especialmente en el mundo rural. Su objetivo es poner fin a los abusos, y para ello defiende la abolición de la propiedad privada —en este punto aparece influido por los utopistas franceses Mably y Morelly—.
Como buen ilustrado, concede una gran importancia a la educación para extender las luces y desembarazarse así de la religión que coarta la libertad del individuo y está al servicio de las clases dirigentes. Así se pondrá a fin a las aberraciones sociales —como el lujo y el despilfarro— a las que contrapone la frugalidad y sencillez de la vida campesina.
Su esposa Henriette también escribió una obra utópica, Virginia o la colonia de Kentucky, publicada en Berlín en 1820, en la que describía una ciudad ideal de Estados Unidos, en la que no existía la propiedad, por lo que todos sus habitantes eran iguales, y en la que tampoco había sacerdotes.